# Pál Rázsó
Pál Rázsó (* 14. August 1933 in Eger; † 24. Juli 2021 in Budapest) war ein ungarischer Badmintonspieler.

## Karriere
Pál Rázsó war einer der Pioniere des ungarischen Badmintonsports. Bei den ersten nationalen Titelkämpfen 1960 holte er sich die Meisterkrone im Herreneinzel. Weitere Titelgewinne folgten in den Jahren von 1962 bis 1965. Von 1961 bis 1969 gewann er des Weiteren acht Mannschaftstitel. Weiterhin gründete er den ungarischen Badmintonverband Magyar Tollaslabda Szövetség, dessen Ehrenvorsitzender er später wurde.

## Sportliche Erfolge
| Saison | Veranstaltung                 | Disziplin    | Platz | Name                     |
| ------ | ----------------------------- | ------------ | ----- | ------------------------ |
| 1960   | Ungarn: Einzelmeisterschaften | Herreneinzel | 1     | Pál Rázsó                |
| 1962   | Ungarn: Einzelmeisterschaften | Herreneinzel | 1     | Pál Rázsó                |
| 1963   | Ungarn: Einzelmeisterschaften | Mixed        | 1     | Pál Rázsó / Vera Juhász  |
| 1963   | Ungarn: Einzelmeisterschaften | Herrendoppel | 1     | Pál Rázsó / György Rázsó |
| 1964   | Ungarn: Einzelmeisterschaften | Herreneinzel | 1     | Pál Rázsó                |
| 1964   | Ungarn: Einzelmeisterschaften | Herrendoppel | 1     | Pál Rázsó / György Rázsó |
| 1965   | Ungarn: Einzelmeisterschaften | Herrendoppel | 1     | Pál Rázsó / György Rázsó |